# Никола Штулић
Никола Штулић (Сремска Митровица, 8. септембра 2001) српски је фудбалер који тренутно наступа за Спортинг Шарлроа.

## Каријера
Штулић је каријеру започео у београдском Партизану, а наставио за нишком Радничком где је играо током 2022. године. Последњег дана јануара 2023. потписао за Спортинг Шарлроа, у трајању уговора до јуна 2026. Према писању медија, вредност трансфера процењена је на 750 хиљада евра, док је Раднички уз то задржао право на 10 одсто уговора. Право на обештећење остварио је и Штулићев матични клуб, Партизан.

## Статистика

### Клупска
Ажурирано 25. маја 2023.
|              |          |                    |    |    |   |   |   |   |   |   |    |    |  |  |
| Партизан     | 2019/20. | Суперлига Србије   | 2  | 0  | 0 | 0 | — | — | — | — | 2  | 0  |  |  |
| Партизан     | 2020/21. | Суперлига Србије   | 19 | 1  | 4 | 0 | 0 | 0 | — | — | 23 | 1  |  |  |
| Партизан     | 2021/22. | Суперлига Србије   | 1  | 0  | 0 | 0 | 0 | 0 | — | — | 1  | 0  |  |  |
| Партизан     | Укупно   | Укупно             | 22 | 1  | 4 | 0 | 0 | 0 | — | — | 26 | 1  |  |  |
|              |          |                    |    |    |   |   |   |   |   |   |    |    |  |  |
| Раднички Ниш | 2021/22. | Суперлига Србије   | 13 | 0  | 1 | 0 | — | — | — | — | 14 | 0  |  |  |
| Раднички Ниш | 2022/23. | Суперлига Србије   | 19 | 10 | 2 | 1 | 2 | 1 | — | — | 23 | 12 |  |  |
| Раднички Ниш | Укупно   | Укупно             | 32 | 10 | 3 | 1 | 2 | 1 | — | — | 37 | 12 |  |  |
|              |          |                    |    |    |   |   |   |   |   |   |    |    |  |  |
| Шарлроа      | 2022/23. | Прва лига Белгије  | 8  | 0  | — | — | — | — | — | — | 8  | 0  |  |  |
|              |          |                    |    |    |   |   |   |   |   |   |    |    |  |  |
| Шарлроа Б    | 2022/23. | Трећа лига Белгије | 3  | 2  | — | — | — | — | — | — | 3  | 2  |  |  |
|              |          |                    |    |    |   |   |   |   |   |   |    |    |  |  |
| Каријера     | Каријера | Каријера           | 65 | 13 | 7 | 1 | 2 | 1 | — | — | 74 | 15 |  |  |
|              |          |                    |    |    |   |   |   |   |   |   |    |    |  |  |

### Утакмице у дресу репрезентације
| 1. | 7. септембар 2018.                          | Пријатељска утакмица                        | Стадион у Горњој Вароши, Земун              | Србија                                      | 0 : 2                                       | Италија                                     |   | [ 16 ] |
| 1  | Укупан број утакмица и постигнутих погодака | Укупан број утакмица и постигнутих погодака | Укупан број утакмица и постигнутих погодака | Укупан број утакмица и постигнутих погодака | Укупан број утакмица и постигнутих погодака | Укупан број утакмица и постигнутих погодака | 0 |        |

| Репрезентација Србије у узрасту до 19 година старости | Репрезентација Србије у узрасту до 19 година старости | Репрезентација Србије у узрасту до 19 година старости | Репрезентација Србије у узрасту до 19 година старости | Репрезентација Србије у узрасту до 19 година старости | Репрезентација Србије у узрасту до 19 година старости | Репрезентација Србије у узрасту до 19 година старости | Репрезентација Србије у узрасту до 19 година старости | Репрезентација Србије у узрасту до 19 година старости | Репрезентација Србије у узрасту до 19 година старости |
| #                                                     | Датум                                                 | Такмичење                                             | Локација                                              | Домаћин                                               | Резултат                                              | Гост                                                  | Гол                                                   | Реф.                                                  |                                                       |
| ----------------------------------------------------- | ----------------------------------------------------- | ----------------------------------------------------- | ----------------------------------------------------- | ----------------------------------------------------- | ----------------------------------------------------- | ----------------------------------------------------- | ----------------------------------------------------- | ----------------------------------------------------- | ----------------------------------------------------- |
| 1.                                                    | 10. март 2020.                                        | Пријатељска утакмица                                  | Кућа фудбала, Стара Пазова                            | Србија                                                | 3 : 0                                                 | Бугарска                                              |                                                       | [ 17 ]                                                |                                                       |
| 2.                                                    | 12. март 2020.                                        | Пријатељска утакмица                                  | Кућа фудбала, Стара Пазова                            | Србија                                                | 2 : 0                                                 | Бугарска                                              | Гол                                                   | [ 18 ]                                                |                                                       |
| 2                                                     | Укупан број утакмица и постигнутих погодака           | Укупан број утакмица и постигнутих погодака           | Укупан број утакмица и постигнутих погодака           | Укупан број утакмица и постигнутих погодака           | Укупан број утакмица и постигнутих погодака           | Укупан број утакмица и постигнутих погодака           | 1                                                     |                                                       |                                                       |

| Репрезентација Србије у узрасту до 21 године старости | Репрезентација Србије у узрасту до 21 године старости | Репрезентација Србије у узрасту до 21 године старости | Репрезентација Србије у узрасту до 21 године старости | Репрезентација Србије у узрасту до 21 године старости | Репрезентација Србије у узрасту до 21 године старости | Репрезентација Србије у узрасту до 21 године старости | Репрезентација Србије у узрасту до 21 године старости | Репрезентација Србије у узрасту до 21 године старости | Репрезентација Србије у узрасту до 21 године старости |
| #                                                     | Датум                                                 | Такмичење                                             | Локација                                              | Домаћин                                               | Резултат                                              | Гост                                                  | Гол                                                   | Реф.                                                  |                                                       |
| ----------------------------------------------------- | ----------------------------------------------------- | ----------------------------------------------------- | ----------------------------------------------------- | ----------------------------------------------------- | ----------------------------------------------------- | ----------------------------------------------------- | ----------------------------------------------------- | ----------------------------------------------------- | ----------------------------------------------------- |
| 1.                                                    | 6. јун 2021.                                          | Пријатељска утакмица                                  | Кућа фудбала, Стара Пазова                            | Србија                                                | 0 : 0                                                 | Русија                                                |                                                       | [ 19 ]                                                |                                                       |
| 2.                                                    | 8. јун 2021.                                          | Пријатељска утакмица                                  | Кућа фудбала, Стара Пазова                            | Србија                                                | 0 : 3                                                 | Бразил                                                |                                                       | [ 20 ]                                                |                                                       |
| 2                                                     | Укупан број утакмица и постигнутих погодака           | Укупан број утакмица и постигнутих погодака           | Укупан број утакмица и постигнутих погодака           | Укупан број утакмица и постигнутих погодака           | Укупан број утакмица и постигнутих погодака           | Укупан број утакмица и постигнутих погодака           | 0                                                     |                                                       |                                                       |

| Фудбалска репрезентација Србије | Фудбалска репрезентација Србије             | Фудбалска репрезентација Србије             | Фудбалска репрезентација Србије             | Фудбалска репрезентација Србије             | Фудбалска репрезентација Србије             | Фудбалска репрезентација Србије             | Фудбалска репрезентација Србије | Фудбалска репрезентација Србије | Фудбалска репрезентација Србије |
| #                               | Датум                                       | Такмичење                                   | Локација                                    | Домаћин                                     | Резултат                                    | Гост                                        | Гол                             | Реф.                            |                                 |
| ------------------------------- | ------------------------------------------- | ------------------------------------------- | ------------------------------------------- | ------------------------------------------- | ------------------------------------------- | ------------------------------------------- | ------------------------------- | ------------------------------- | ------------------------------- |
| 1.                              | 26. јануар 2023.                            | Пријатељска утакмица                        | Стадион Бенк оф Калифорнија, Лос Анђелес    | САД                                         | 1 : 2                                       | Србија                                      |                                 | [ 21 ]                          |                                 |
| 1                               | Укупан број утакмица и постигнутих погодака | Укупан број утакмица и постигнутих погодака | Укупан број утакмица и постигнутих погодака | Укупан број утакмица и постигнутих погодака | Укупан број утакмица и постигнутих погодака | Укупан број утакмица и постигнутих погодака | 0                               | [ 22 ]                          |                                 |